# (2216) Kerch
(2216) Kerch (1971 LF; 1930 QF; 1935 QF1; 1938 DJ; 1959 CG1; 1970 FK; 1975 ES2; 1977 RB4) ist ein Asteroid des äußeren Hauptgürtels, der am 12. Juni 1971 von der sowjetischen Astronomin Tamara Michailowna Smirnowa am Krim-Observatorium in Nautschnyj (IAU-Code 095) entdeckt wurde. Der Asteroid gehört zur Eos-Familie, einer Gruppe von Asteroiden, die nach (221) Eos benannt sind.

## Benennung
(2216) Kerch wurde nach der russischen oder ukrainischen Stadt Kertsch in der Autonomen Republik Krim benannt.